# Dora Wheeler Keith
Dora Wheeler Keith (née Lucy Dora Wheeler le 12 mars 1856, morte le 7 décembre 1940), aussi connue sous le nom de Mme Boudinot Keith, est une artiste américaine, peintre portraitiste et muraliste, illustratrice de livres et de magazines, mais aussi tisserande qui créa des tapisseries pour l'entreprise Associated Artists de sa mère Candace Wheeler.

## Œuvres

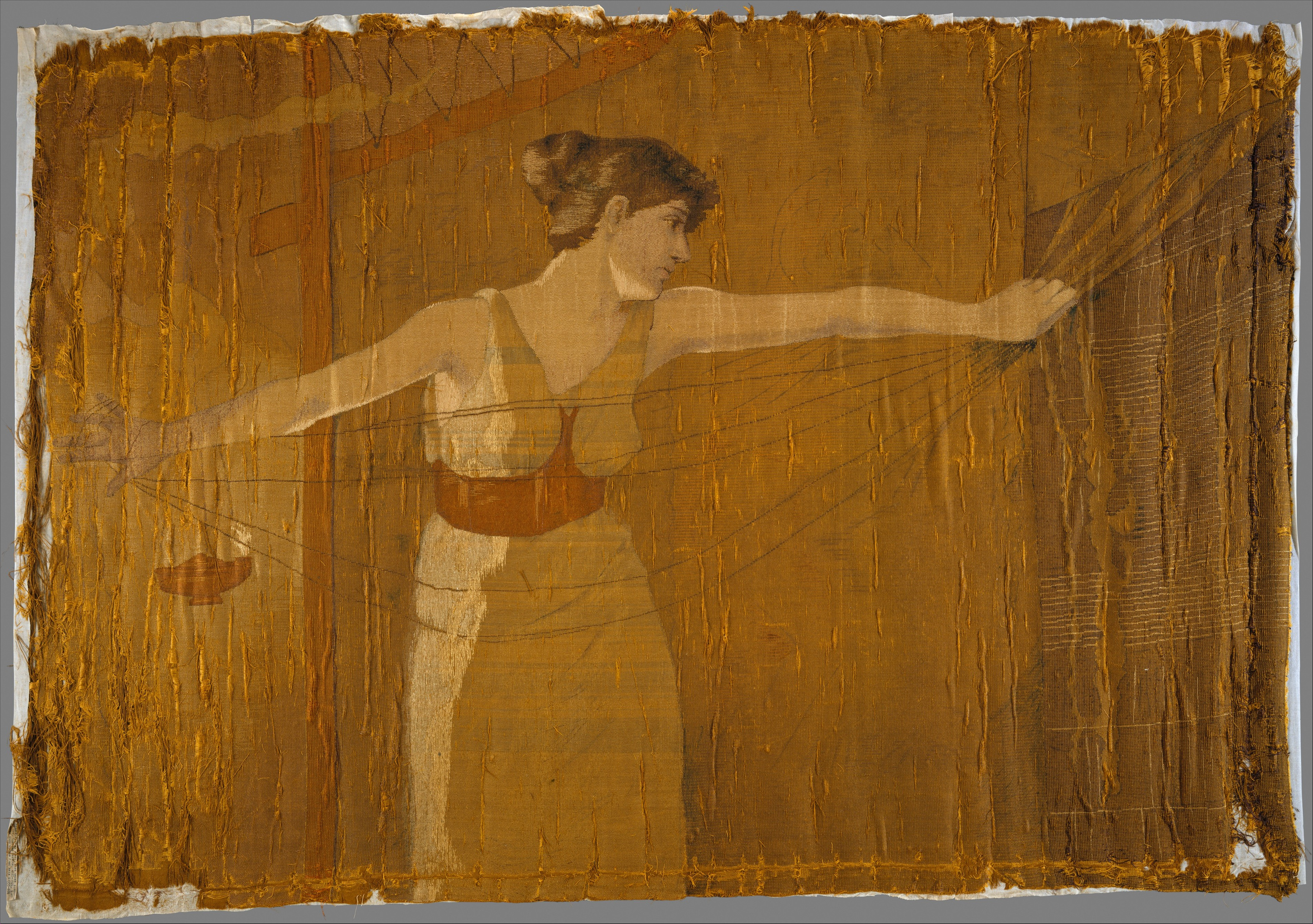
Pénélope défaisant son travail la nuit, tapisserie brodée. 1886. Conservée au Metropolitan Museum of Arts.

De son vivant, Dora Wheeler Keith était connue principalement pour ses fresques, dont aucune n'a été conservée, et pour ses tapisseries, dont très peu nous sont parvenues, l'une des rares étant Pénélope défaisant son travail à la nuit. En revanche, plusieurs des portraits qu'elle a peints nous sont parvenus.